# カトロン郡 (ニューメキシコ州)
カトロン郡（Catron County）は、アメリカ合衆国ニューメキシコ州にある郡。2000年の総人口は3,543人で、郡庁所在地はリザーヴ。カトロン郡は面積において、ニューメキシコ州で最大の郡である。郡の名前は、サンタフェの弁護士で、州で最初の上院議員となったトーマス・B・カトロンに由来している。

## 歴史
かつてはサンタフェ・デ・ヌエボ・メヒコに位置し、後にアリゾナ準州の一部となる。エリアは元は近接するソコロ郡の一部で、1923年にカトロン郡として作られた。郡は銃撃戦や戦闘、虐殺、金鉱などで満たされた西部開拓時代を彩った多くの場所がある。

## 地理
総面積は17,946 km2 (6,929 mi2 )。陸地面積は17,943 km2 (6,928 mi2)で、水面積は3 km2 (1 mi2)で全体の0.02%である。

## 近接する郡
- シボラ郡 (ニューメキシコ州) - 北
- ソコロ郡 (ニューメキシコ州) - 東
- シエラ郡 (ニューメキシコ州) - 南東
- グラント郡 (ニューメキシコ州) - 南
- グリーンリー郡 (アリゾナ州) - 西
- アパッチ郡 (アリゾナ州) - 西

## 人口統計
以下は2000年の国勢調査における人口統計データである。
- 人口:  3,543人
- 世帯数: 1,584世帯
- 家族数: 1,040家族
- 人口密度: 0.20/km2（0.51/mi2）
- 住居数: 2,548軒
- 住居密度: 0.14/km2 (0.37/mi2)

人種別人口構成
- 白人: 87.75%
- アフリカン・アメリカン: 0.28%
- ネイティブアメリカン: 2.20%
- アジア人: 0.68%
- 太平洋諸島系:0.06%
- その他の人種: 5.42%
- 混血(2人種間以上の): 3.61%
- ヒスパニック・ラテン系: 19.16%

世帯と家族（対世帯数）
- 全世帯数: 1,584世帯
- 18歳未満の子供がいる:22.30%
- 結婚・同居している夫婦: 55.40%
- 未婚・離婚・死別女性が世帯主: 7.60%
- 非家族世帯: 34.30%
- 単身世帯: 30.10%
- 65歳以上の老人1人暮らし: 11.40%
- 平均構成人数
  - 世帯: 2.23人
  - 家族: 2.75人

- 18歳未満: 21.10%
- 18-24歳: 4.20%
- 25-44歳: 19.50%
- 45-64歳: 36.40%
- 65歳以上: 18.80%
- 年齢の中央値: 48歳
- 性比（女性100人あたり男性の人口）
  - 総人口: 104.70人
  - 18歳以上: 101.70人

収入と家計
- 収入の中央値
  - 世帯: 23,892米ドル
  - 家族: 30,742米ドル
  - 性別
    - 男性: 26,064米ドル
    - 女性: 18,315米ドル
- 人口1人あたり収入: 13,951米ドル
- 貧困線以下
  - 対家族: 17.40%
  - 対人口: 24.50%
  - 18歳未満: 39.60%
  - 65歳以上: 14.90%

## 主な市および町
- リザーヴ
- Datil
- パイタウン
- Aragon